# 2024年孟加拉國大選
2024年孟加拉國大選於2024年1月7日舉行，選出新任國民議會議員。根據憲法要求，選舉必須在2024年1月29日國會任期屆滿之前的90天內舉行。現任總理謝赫·哈西娜領導的孟加拉國人民聯盟連續第四次贏得選舉，在國民議會中獲得330個席位中的223個席位。本次選舉遭到反對黨抵制，同時因投票率過低受到質疑。官方數據顯示，僅有40%的合法選民參與投票，而2018年投票率超過80%。本屆無黨籍拿下62席，然而多數是人民聯盟操控的傀儡候選人。
選舉前夕，谢赫·哈西娜領導的現屆政府鎮壓反對黨並壓制批評者。哈西娜至今已連續執政15年，是孟加拉歷史上執政時間最長的政治家之一。其領導被形容是威權主義。2011年，哈西娜領導下的孟加拉國會廢除看守政府制度。孟加拉的主要反對黨民族主義黨長期以來一直抵制哈西娜領導下的選舉，因為他們認為選舉在現屆政府的組織下無法真正的自由公正。
最初官方宣佈的選舉投票率為28%，後來被修正成40%，反對派針對此事舉行示威。
美國國務院和英國外交部均發佈聲明表示選舉「缺乏自由與公正」。經濟學人期刊認為此次選舉標示著孟加拉國正式成為一黨制國家。然而，來自加拿大、美國、俄羅斯、伊斯蘭合作組織和伊斯蘭合作組織的觀察員聲稱選舉是公正且自由的。

## 背景
根據孟加拉憲法，孟加拉國大選五年舉行一次。上屆選舉於2018年舉行，由人民聯盟勝選。隨後在2019年1月30日舉行第一次議會會議。因此，應該在2024年1月29日舉行大選。
孟加拉國的主要反對黨，民族主義黨要求政府在選舉前將權力暫時過渡到中立的看守政府。總理謝赫·哈西娜拒絕了這一要求並表示：「孟加拉國不應該再度出現非民選政府執政的情況」。在之前，民族主義黨的多位黨內高幹遭到逮捕，前總理卡莉達·齊亞在2018年因涉嫌貪污而被判決入獄五年，後來刑期一度加到十年。齊亞之子，塔里克·拉赫曼亦因共謀罪和涉及謀殺案件被判處終身監禁，剝奪參選資格。
2022年2月27日，孟加拉選舉委員會正式成立，監督選舉並保證其遵循憲法和選舉法，負責宣布選舉日程、劃定選區、編制選民名冊和宣布選舉結果等相關事宜。
2024年1月，總統穆罕默德·謝哈布丁·楚普與第一夫人使用郵寄方式進行投票，是該國歷史以來的首次。

## 選舉制度
國會席位由300個直選席位和50個間選席位組成，前者通過領先者當選選出，後者按照直選比例賦予相對應黨派的女性，任期五年。

## 選前民調
2024年1月4日，選舉委員會發布結果。

## 爭議
最大反對黨民族主義黨要求在選舉季節應該有一個看守政府，因為每次選舉也受執政黨違規行為干擾，民族主義黨表示在沒有看守政府的情況下，打算抵制選舉。在2023年6月3日，民族主義黨終身開除了43名打算參與錫爾赫特市選舉的黨員。
另一方面，人民聯盟堅持認為看守政府是違憲的，選舉委員會是獨立的，並受到法律的監察。
1月8日，孟加拉國第12屆議會選舉后的第二天，來自中國、印度、俄羅斯、新加坡、菲律賓和斯裡蘭卡等許多國家的特使在總理官邸迦納巴班會見了總理並祝賀她。人民聯盟領導人謝赫·哈西娜在全國議會選舉中取得了絕對勝利。特使們表示，他們堅定不移地支援孟加拉國，並代表各自國家向孟加拉國總理致以問候。謝赫·哈西娜對他們表示感謝，並在實現國家發展和繁榮的道路上尋求説明。此外，阿迦汗外交代表代表團也會見了她。

## 國外反應
中国：1月8日，中國駐孟加拉國大使姚溫是首批前往新當選的謝赫·哈西娜官邸的外國政要之一，祝賀她贏得選舉。當地媒體報導說，他說，中國將支援孟加拉國維護主權，反對外部干涉。

 美国：2023年5月23日，美國國務卿安東尼·布林肯宣布對孟加拉實施新的簽證政策，限制向破壞選舉自由的個人發放簽證。包括現任和前任的孟加拉政府官員、執政黨或反對黨政黨成員以及執法、司法和安全部門成員。
- 歐盟:歐洲聯盟承認孟加拉國議會選舉的結果，但對所有主要政黨都沒有參加表示遺憾。他們強調民主價值觀、人權和法治在歐盟-孟加拉國夥伴關係中的重要性，呼籲對報告的選舉違規行為進行徹底調查。歐盟譴責與選舉有關的暴力，敦促尊重法治，並強調政治多元化、和平對話和媒體自由的必要性，並承諾與孟加拉國在各個領域持續合作。